# Bernard Derrida
Bernard Derrida là nhà vật lý lý thuyết người Pháp. Ông nổi tiếng về công trình trong lãnh vực Cơ học thống kê.

## Cuộc đời và Sự nghiệp
Bernard Derrida sinh năm 1952.
Ông thi đỗ vào trường École Normale Supérieure năm 1971. Năm 1976, ông tốt nghiệp luận án tiến sĩ hệ chuyên (3è cycle) với đề tài « Nghiệm của hệ với ba thân thể: nghiên cứu về sự khuếch tán », sau đó bảo vệ luận án tiến sĩ hệ Nhà nước năm 1979, với đề tài  « Ảnh hưởng của sự xáo trộn và của sự đồng năng lượng trong những hệ từ trường. Những tính chất giới hạn của sự phân nhánh của những biến đổi 1D ». Từ năm 1993 ông làm giáo sư Vật lý học ở Đại học Pierre et Marie Curie và ở École Normale Supérieure.
Ông là nhà lý thuyết lớn trong lĩnh vực Cơ học thống kê, chủ yếu nghiên cứu lý thuyết các hệ xáo trộn, động lực học của các hệ phức tạp, các hệ ngoài cân bằng và những ứng dụng của ngành vật lý thống kê lên những nghiên cứu về gen, hệ thần kinh hoặc các hệ giao thông.

## Giải thưởng và Vinh dự
- Năm 2001, ông đoạt Giải Ampère của Viện hàn lâm khoa học Pháp
- Năm 2004 ông được bầu vào Viện hàn lâm khoa học Pháp.
- Năm 2010, ông được trao Huy chương Boltzmann chung với John Cardy.
- Tháng 4 năm 2015, ông được phong chức giáo sư tại Collège de France, đứng giảng môn Vật lý thống kê